# Helianthemum atriplicifolium
Helianthemum atriplicifolium là một loài thực vật có hoa trong họ Nham mân khôi. Loài này được (Lam.) Willd. mô tả khoa học đầu tiên năm 1809.